# Daniel Giubellini
Daniel Giubellini était un gymnaste suisse. Il a remporté la finale aux barres parallèles lors du championnat d'Europe de gymnastique artistique à Lausanne en 1990.

## Palmarès

### Jeux olympiques
- Barcelone 1992
  - 11e au concours par équipes

### Championnats d'Europe
- Lausanne 1990
  -  médaille d'or aux barres parallèles